# تشارلز هام
تشارلز هام (بالإنجليزية: Charles Hamm)‏ هو ملحن أمريكي، ولد في 21 أبريل 1925 في شارلوتسفيل في الولايات المتحدة، وتوفي في 16 أكتوبر 2011 في لبنان في الولايات المتحدة.

## وصلات خارجية
- تشارلز هام على موقع ميوزك برينز (الإنجليزية)
- تشارلز هام على موقع ديسكوغز (الإنجليزية)